# Iosif Sava
Iosif Sava (n. Iosif Segal, 15 de febrero de 1933, Iași - m. 18 de agosto de 1998, Bucarest) fue un musicólogo rumano, productor de radio y televisión, originario de una familia judía que llevaba haciendo música durante más de tres siglos.
Su padre fue, durante un largo tiempo, violinista en la Filarmónica de Iași. Su abuelo, uno de sus colaboradores de Gabriel Musicescu, llevó el coro de la Mitropolia de Iasi. Su bisabuelo fue uno de los primeros graduados del Conservatorio fundado por Al.I. Cuza.

## Inicios
Comienza estudiar a Iasi, primero en el Conservatorio Municipal (1944-1945), en la Academia de Música George Enescu (1945-1947), el Instituto de Arte (1947-1949) y la Escuela de Arte (1949-1951) y luego en el Conservatorio Porumbescu de Bucarest (1962-1966) con Constantin Constantinescu (teoría y solfeo), Achim Stoia (armonía, contrapunto, formas musicales), George Pascu (historia de la música, música de cámara ), etc.
Ávido de conocimiento, entre 1951 y 1955, siguió la Facultad de Filosofía de la Universidad de Bucarest, de la que se licenció en 1955.

## Carrera

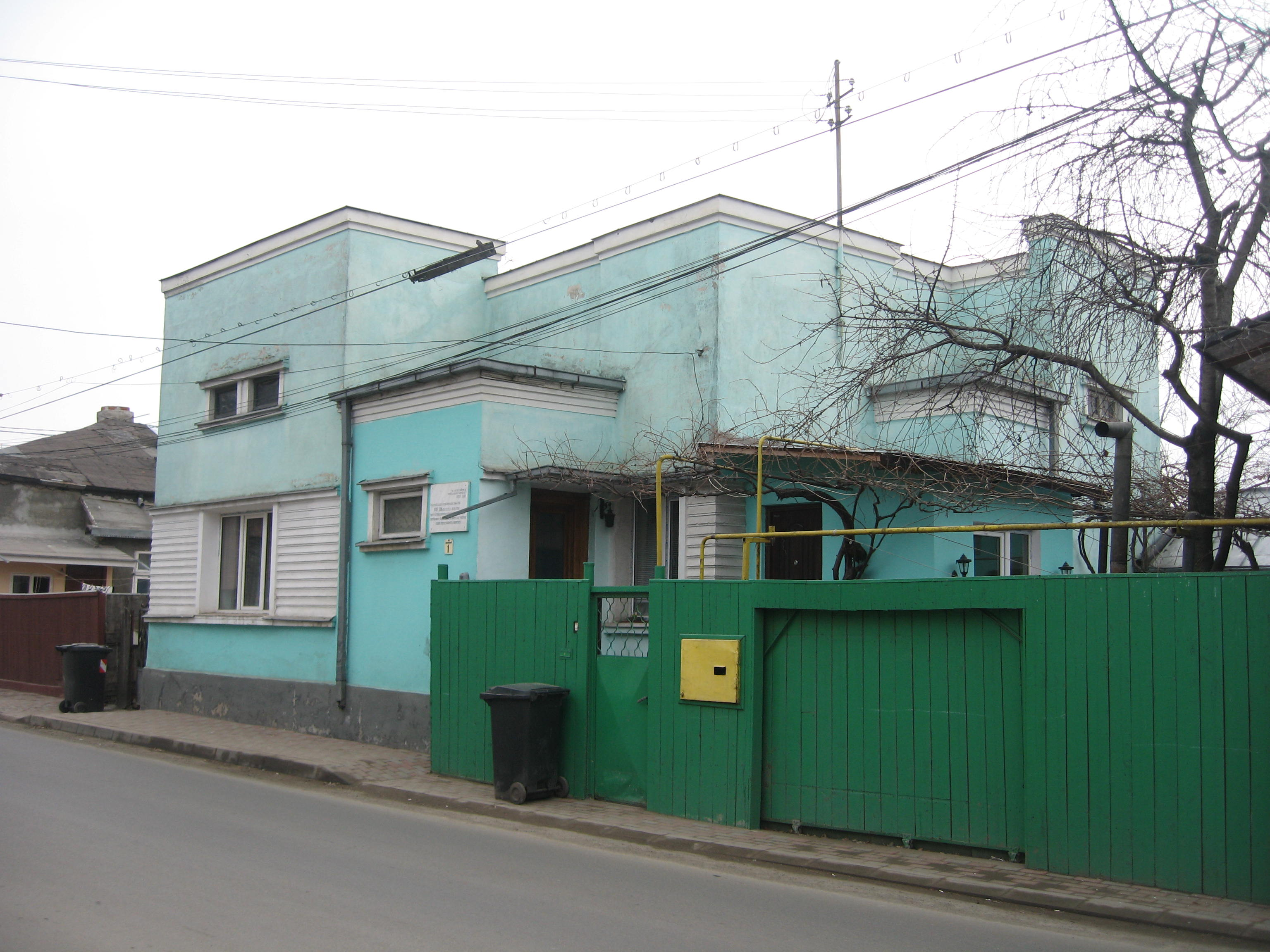
Casa desde la calle Ipsilanti nº 1 de Iaşi donde vivió entre los años 1944-1951 el estudiante Iosif Sava. En esta casa se colocó una placa en su memoria.

Su profesión básica era de clavecinista y pianista. Ejerció desde 1974 hasta 1987 en varios conjuntos de música de cámara, incluyendo Ars Rediviva, Quodlibet Musicum y Consortium Violae. Fue socio de muchos cantantes rumanos de música de cámara de gran valor. Hizo torneos artísticos en Bulgaria, Alemania, Italia, Países Bajos, España, Suiza, Cuba y la ex-URSS También dio conciertos de órgano.
También fue un escritor prolífico, escribiendo 44 libros, 35 de ellos sobre la música y más de 6.000 artículos.

## In memoriam

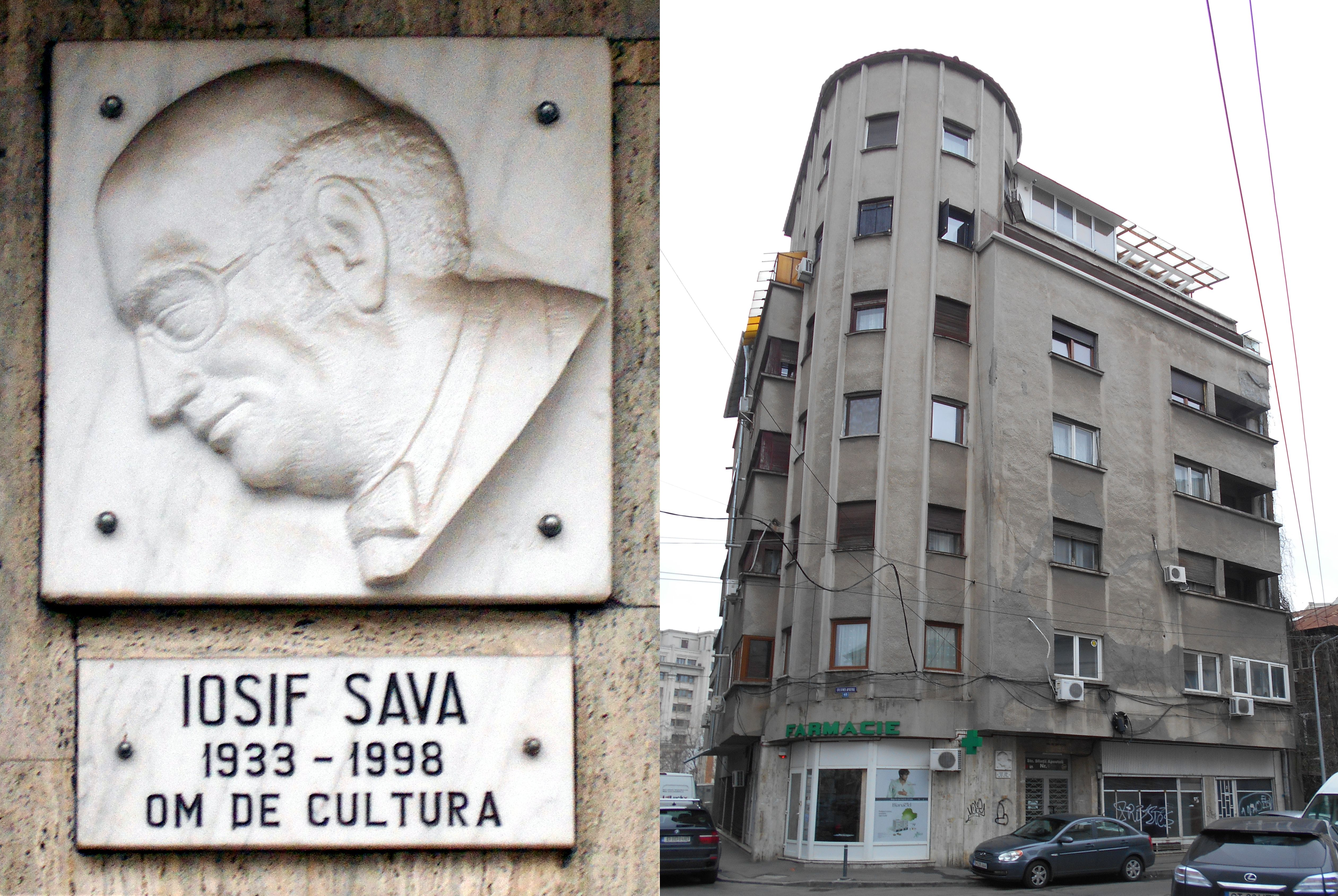
La placa conmemorativa ubicada en la cuadra de la calle. Sfinții Apostoli 6, Bucarest, donde vivía Iosif Sava

Desde 2005, la Escuela de Música y Bellas Artes Nº 1 de Bucarest, fundada por la decisión HCM 1260 en 1959, fue nombrada "Iosif Sava" en memoria del gran musicólogo rumano y está en colaboración con la Fundación que lleva su nombre.
El nombre de Iosif Sava fue dado a una pequeña plaza situada junto a la Universidad Nacional de Música de Bucarest, que se encuentra en el cruce de las calles Dr. Sion, Șipotul Fântânilor, Ion Brezoianu y Poiana Narciselor, donde se colocó un busto del célebre musicólogo.

## Publicaciones (en rumano)
- Sava, Iosif (1982), Teritorii muzicale românești. Dialoguri. Evocări. Confesiuni, București: Editura Muzicală.
- Sava, Iosif (1984), Iubiți muzica secolului XX, București: Editura Albatros.
- Sava, Iosif (1989), Cu Ludovic Spiess prin teatrele lirice ale lumii, București: Editura Muzicală.
- Sava, Iosif (1990), Sonorități americane, București: Editura Muzicală.
- Sava, Iosif (1992), Eugenia Moldoveanu și vocile veacului, București: Editura Romfel.
- Sava, Iosif (1992), Jurnal muzical german, București: Editura Romfel.
- Sava, Iosif (1992), Orga lui Iosif Gerstenengest, Editura Arhiepiscopiei Romano-Catolice.
- Sava, Iosif (Antologie) (1992), Fundația Brambach și talentul muzical românesc, București: Editura Excelsior.
- Sava, Iosif (1993), Itinerare muzicale, Editura Libra.
- Sava, Iosif (1993), Constelația Madrigal. Marin Constantin în dialog cu Iosif Sava, Ediția a II-a, București: Editura Muzicală.
- Sava, Iosif (1994), Jurnal pe portative. Vol I, Editura Roza Vânturilor.
- Sava, Iosif (1995), Dosare muzicale, Editura Expansion-Armonia.
- Sava, Iosif (1995), Muzica în zgomotul lumii, București: Editura Du Style în colaborare cu Editura Info-Team.
- Sava, Iosif (1995), Muzica la sfârșitul mileniului, București: Editura Info-Team în colaborare cu Editura Du Style.
- Sava, Iosif (1995), Muzicanții pe acoperiș, Editura Hasefer.
- Sava, Iosif (1995), Muzicienii lui Marconi, Editura Scripta.
- Sava, Iosif (1995), Seismograf muzical, București: Editura Albatros.
- Sava, Iosif (1996), Simfonia destinului. Personalități românești la Seratele muzicale (Vol. I și II), Cuvânt înainte de Iosif Sava și Prefață de Dorin Popa, București: Editura Integral, ISBN 973-97781-0-0.

'Artículos biográficos'
- De ieri, vocea lui Iosif Sava a tacut pentru totdeauna, 19 August 1998, Evenimentul zilei.
- Valori ale culturii naționale: Iosif Sava - 11 ani de la moarte, 18 august 2009, Amos News.
- 10 ani de la moartea lui Iosif Sava, 17 august 2008, Tudor Cristian, Amos News.